# Six Men Getting Sick
Six Men Getting Sick —de vegades, Six Figures Getting Sick o Six Times— és un curtmetratge d'animació experimental estatunidenc dirigit per David Lynch i estrenat el 1967.
Lynch va concebre la idea de Six Men Getting Sick en 1966, mentre estudiava a l'Acadèmia de Belles Arts de Pennsilvània. La pel·lícula es va crear amb un pressupost de 200 dòlars, una suma a la qual Lynch, anys més tard, es va referir com «completament irraonable». En la seva primera projecció, va ser molt ben rebuda pels companys de Lynch, i va acabar guanyant el premi Memorial Dr. William S. Biddle Cadwalader al concurs de pintura i escultura experimental de l'escola.
Six Men Getting Sick es va estrenar a la televisió el 2001 com a part del DVD The Short Films of David Lynch. La crítica va assenyalar que contenia una estructura narrativa similar a la del seu primer llargmetratge Eraserhead, de 1977.

## Argument
El curtmetratge és una animació d'un minut basada en unes pintures de Lynch, que representen a sis figures dismòrfiques les quals vomiten una darrera l'altra mentre se sent el so d’una sirena. Els òrgans interns dels personatges es fan visibles i els seus estómacs s’omplen d’una substància de colors vius, que viatja fins als caps dels protagonistes i els provoca vòmits. L'escena es repeteix quatre vegades.
El títol, segons les notes de The Short Films of David Lynch, expressa la gairebé nul·la argumentació que hi ha. Segons la crítica de cinema aquesta manca de trama representà «un paradigma útil per al sentit narratiu de Lynch, mostrant un exemple divertit de la nostra pròpia miopia».

## Producció
En un dels estudis d'art de l'escola on estudiava, Lynch va començar a pintar un paisatge negre i un jardí verd, afegint la figura dismórfica d'un home en el centre de la tela. Aleshores va pensar en crear una pel·lícula animada a partir d'una pintura. Lynch va discutir la idea amb el seu company d'estudis Bruce Samuelson, qui estava fent unes pintures que Lynch admirava. El mateix Lynch estava creant una sèrie de pintures de dones que es convertien en màquines d'escriure. La combinació d'aquestes idees va ser la base inicial per a la pel·lícula. Samuelson i Lynch van voler fer el projecte de l'animació junts, però la seva col·laboració no va prosperar.
Lynch va continuar desenvolupant la seva idea original per tal de fer moure els seus personatges. Així, va comprar una càmera de 16 mm de Photorama en una botiga del centre de Filadèlfia, on el mateix personal li va ensenyar els conceptes bàsics de l'animació i la cinematografia stop-motion. Finalment, Lynch va filmar la seva pel·lícula en una habitació abandonada d'un cèntric hotel. El va ajudar Jack Fisk, un amic que posteriorment es convertiria en un col·laborador habitual. Lynch va esculpir una superfície de 1.8 metres per 3 metres que serviria de base per a la pel·lícula. Damunt d'aquesta superfície, Fisk va enganxar tres motlles del cap de Lynch, fets en guix, que ell mateix havia modelat. Aleshores, Lynch va començar a pintar, prenent una fotografia cada vegada que feia un canvi a la pintura. Després, els dos amics van gravar un bucle de sirena d'un minut per acompanyar la pel·lícula acabada.

## Distribució
El 2001 la pel·lícula es va incloure en The Short Films of David Lynch, una col·lecció de DVD remasteritzada de les primeres pel·lícules de Lynch, que es va distribuir a través del seu lloc web oficial. Més tard, el 2008, es va incloure en David Lynch: The Lime Green Set, una caixa de DVD i CD de deu discos d'edició limitada.
En una revisió retrospectiva de DVD Verdict, un lloc web de temàtica judicial per a ressenyes de DVD, el jutge Bill Gibron es va referir a Six Men Getting Sick com «un treball pertorbador i embriagador».

## Al voltant de la pel·lícula
Després l'experiència de Six Men Getting Sick, Lynch va considerar abandonar la realització de pel·lícules, a causa del seu elevat cost. No obstant això, un company de classe H. Barton Wasserman, admirador del curtmetratge de Lynch, li va oferir realitzar un projecte. Wasserman estava pensant en un projecte similar al de Lynch per fer una instal·lació d'art i va oferir a Lynch 1.000 dòlars per ajudar-lo a completar el seu projecte. Lynch va dir que si immediatament. Va comprar una càmera mecànica de pel·lícula Bolex i va passar dos mesos creant el projecte, que es presentaria en un format de pantalla dividida i barrejava imatge real i animació.
Un cop finalitzada la filmació, però, es van produir diversos errors tècnics durant el procés de revelat, la qual cosa va fer que tota la pel·lícula es fes malbé. Wasserman va cancel·lar el projecte i va permetre que Lynch es quedés amb la resta dels fons pressupostats. Lynch va utilitzar aquests diners per a la producció del seu segon curtmetratge, The Alphabet de 1968, una pel·lícula que, al seu torn, va donar lloc a la creació d'Eraserhead.

## Influència posterior
En 2014, els creadors de la sèrie de vídeos de YouTube Marble Hornets van afirmar que els curtmetratges de Lynch, inclòs Six Men Getting Sick, van ser una gran influència en el seu propi treball.